# Paweł Genda
Paweł Genda (ur. 6 lutego 1994 w Ozimku) – polski piłkarz ręczny, lewy rozgrywający, od 2018 zawodnik VfL Lübeck-Schwartau.

## Kariera sportowa
Wychowanek Siódemki Ozimek. Następnie zawodnik SMS-u Gdańsk, w barwach którego w sezonie 2012/2013 rozegrał 20 meczów i zdobył 132 gole, zajmując 7. miejsce w klasyfikacji najlepszych strzelców I ligi. W 2013 przeszedł do MMTS-u Kwidzyn. W sezonie 2016/2017 rozegrał w Superlidze 30 spotkań, w których rzucił 95 bramek. W pierwszej części sezonu 2017/2018 wystąpił w 15 meczach i zdobył 67 bramek. W styczniu 2018 został zawodnikiem VfL Lübeck-Schwartau. W drugiej części sezonu 2017/2018 rozegrał w 2. Bundeslidze 18 spotkań, w których rzucił 75 bramek. W pierwszej części sezonu 2018/2019 wystąpił w 15 meczach i zdobył 56 goli. W grudniu 2018, podczas spotkania reprezentacji Polski z Niemcami, zerwał więzadła krzyżowe w kolanie, co wykluczyło go z gry na kilka miesięcy.
Występował w reprezentacji Polski juniorów. Wraz z kadrą młodzieżową uczestniczył w 2012 w mistrzostwach Europy U-20 w Turcji, podczas których zdobył siedem bramek. W 2013 wziął udział w otwartych mistrzostwach Europy juniorów w Szwecji. Następnie zaczął występować w kadrze B. W listopadzie 2015 zagrał w turnieju drugich reprezentacji w Wągrowcu, w którym zdobył 13 goli i otrzymał nagrodę dla najlepszego gracza zawodów.
W maju 2017 został po raz pierwszy powołany do kadry A. Zadebiutował w niej 8 czerwca 2017 w przegranym meczu ze Szwecją (27:33). Pierwszą bramkę rzucił następnego dnia w spotkaniu z Islandią (21:24).

## Osiągnięcia
Indywidualne
- 7. miejsce w klasyfikacji najlepszych strzelców I ligi: 2012/2013 (132 bramki; SMS Gdańsk)[3]

## Statystyki
| Klub                    | Sezon     | Liga          | Liga | Liga | Liga | Puchar kraju | Puchar kraju | Puchar kraju | Razem | Razem | Razem |
| Klub                    | Sezon     | Liga          | M    | B    | Śr.  | M            | B            | Śr.          | M     | B     | Śr.   |
| ----------------------- | --------- | ------------- | ---- | ---- | ---- | ------------ | ------------ | ------------ | ----- | ----- | ----- |
| SMS Gdańsk              | 2011/2012 | I liga        | 10   | 66   | 6,6  | –            | –            | –            | 10    | 66    | 6,6   |
| SMS Gdańsk              | 2012/2013 | I liga        | 20   | 132  | 6,6  | –            | –            | –            | 20    | 132   | 6,6   |
| SMS Gdańsk              | Razem     | Razem         | 30   | 198  | 6,6  | –            | –            | –            | 30    | 198   | 6,6   |
| MMTS Kwidzyn            | 2013/2014 | Superliga     | 26   | 72   | 2,8  | 3            | 5            | 1,7          | 29    | 77    | 2,7   |
| MMTS Kwidzyn            | 2014/2015 | Superliga     | 16   | 47   | 2,9  | 1            | 1            | 1            | 17    | 48    | 2,8   |
| MMTS Kwidzyn            | 2015/2016 | Superliga     | 26   | 99   | 3,8  | 0            | 0            | 0            | 26    | 99    | 3,8   |
| MMTS Kwidzyn            | 2016/2017 | Superliga     | 30   | 95   | 3,2  | 5            | 17           | 3,4          | 35    | 112   | 3,2   |
| MMTS Kwidzyn            | 2017/2018 | Superliga     | 15   | 67   | 4,5  | 0            | 0            | 0            | 15    | 67    | 4,5   |
| MMTS Kwidzyn            | Razem     | Razem         | 113  | 380  | 3,4  | 9            | 23           | 2,6          | 122   | 403   | 3,3   |
| VfL Lübeck-Schwartau    | 2017/2018 | 2. Bundesliga | 18   | 75   | 4,2  | –            | –            | –            | 18    | 75    | 4,2   |
| VfL Lübeck-Schwartau    | 2018/2019 | 2. Bundesliga | 15   | 56   | 3,7  | 1            | 0            | 0            | 16    | 56    | 3,5   |
| VfL Lübeck-Schwartau    | Razem     | Razem         | 33   | 131  | 4    | 1            | 0            | 0            | 34    | 131   | 3,9   |
| Stan na 14 grudnia 2018 |           |               |      |      |      |              |              |              |       |       |       |